# Woodville, Wisconsin
Woodville är en ort i St. Croix County i Wisconsin, USA.